# Pomnik Ignacego Mościckiego w Warszawie

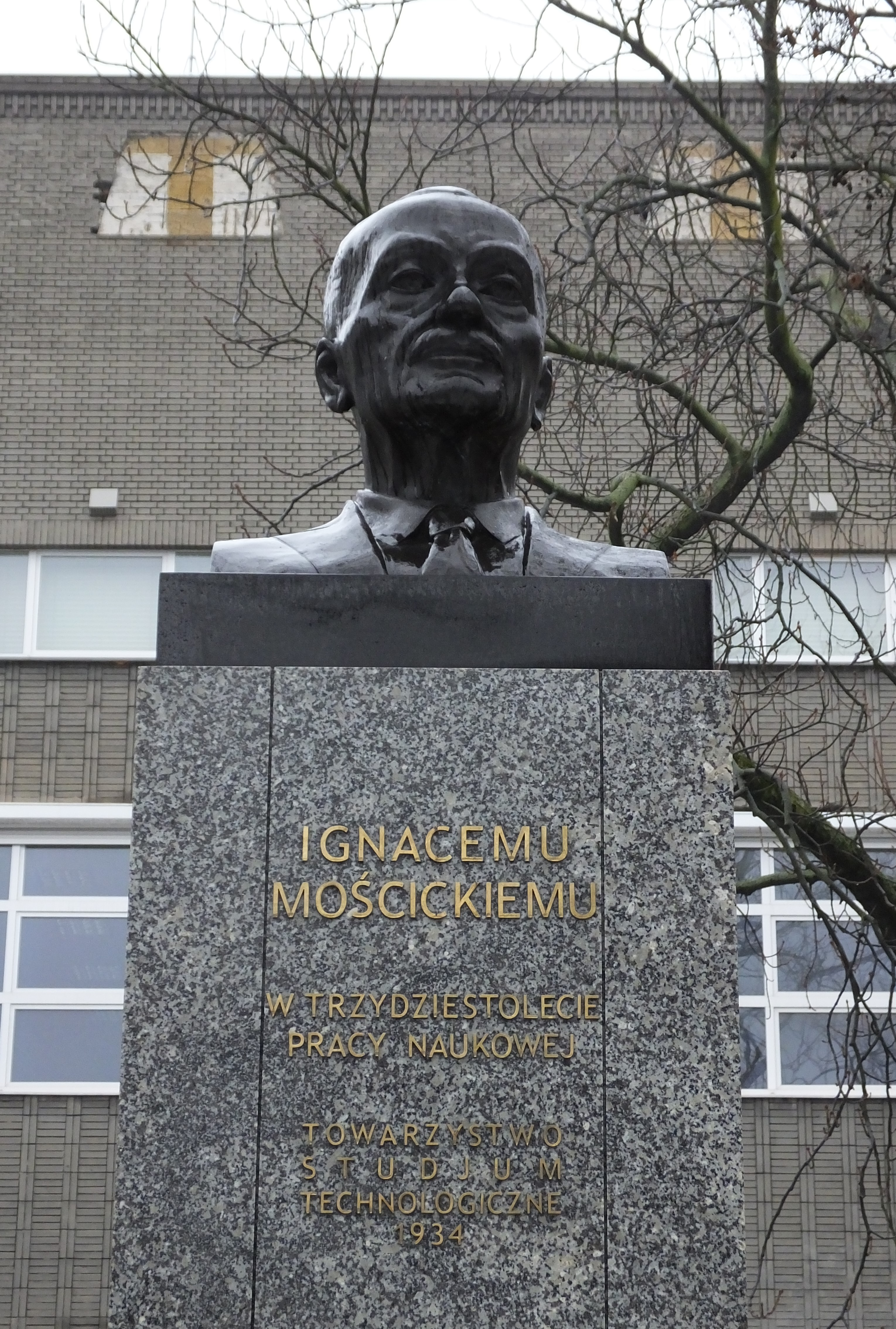
Współczesna wersja popiersia

Pomnik Ignacego Mościckiego – monument znajdujący się na dziedzińcu przed Gmachem Technologii Chemicznej Politechniki Warszawskiej przy ul. Koszykowej 75 w Warszawie.

## Opis
Pierwszy pomnik upamiętniający prezydenta RP, profesora chemii, został odsłonięty 7 grudnia 1934 roku z okazji 30-lecia jego pracy naukowej. Autorem ustawionego na granitowym cokole popiersia był Stanisław Lewandowski. Na cokole umieszczono napis: Ignacemu Mościckiemu w trzydziestolecie pracy naukowej. Towarzystwo Studjum Technologiczne – 1934.
W okresie powojennym w tym miejscu znajdował się obelisk poświęcony wykładowcom i studentom Politechniki poległym latach 1939–1945.
Pomnik prezydenta został odtworzony i ponownie odsłonięty w grudniu 2018 w ramach obchodów 100-lecia odzyskania niepodległości przez Polskę. Model popiersia, na wzór oryginalnego, wykonali Anna Getler i Piotr Grzegorz Mądrach. Inicjatorem i przewodniczącym Komitetu Organizacyjnego przedsięwzięcia był Ludwik Synoradzki. Upamiętnienie poległych wykładowców i studentów Politechniki zostało przeniesione przed południową ścianę gmachu, bliżej al. Niepodległości.